# Psychoda longiseta
Psychoda longiseta és una espècie d'insecte dípter pertanyent a la família dels psicòdids.

## Descripció
- Les antenes tenen 16 segments i fan entre 0,5 i 0,6 mm de llargada.
- La placa subgenital de la femella presenta una concavitat apical i fonda.
- Les ales fan 1,5-1,8 mm de llargària i 0,6-0,8 d'amplada.[5][6]

## Distribució geogràfica
Es troba a Àsia: el Japó, incloent-hi Honshu i les illes Ogasawara i Ryukyu.